# Enno Doedes Star

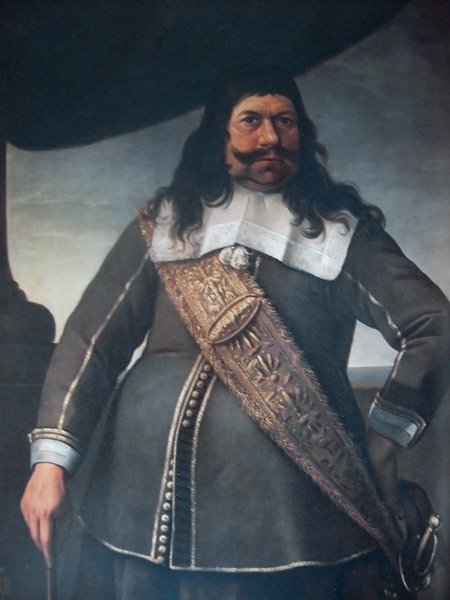
Enno Doedes Star door Bartholomeus van der Helst

Enno Doedes Star (Osterhusen 1631 - Wirdum 1707) was een Nederlands zeevaarder en vlootvoogd.

## Leven en werk
Star was afkomstig uit Oost-Friesland, een gebied dat toen nauwe religieuze en politieke banden had met de Republiek. Hij trad eerst in dienst van de Admiraliteit van Amsterdam en later bij de Friese Admiraliteit. Bij de Admiraliteit van Amsterdam begon zijn carrière in 1658 als extra-ordinaris kapitein. Tot en met de zomer van 1660 had hij konvooidienst in Het Kanaal om de koopvaart te beschermen tegen Portugese kapers, waarvan hij er een aantal buitmaakte. Extra-ordinaris kapiteins waren niet meer dan een soort oproepkrachten; Star kreeg verlof om weer op de koopvaardij te gaan werken. In 1661 en 1664 maakte hij echter alweer deel uit van de Middellandsezeevloot als commandant van een bevoorradingsschip, de Groene Kameel, en vergezelde Michiel de Ruyter tijdens zijn strafexpeditie naar de Engelse bezittingen in West-Afrika en Amerika. In 1665 werd hij gewoon kapitein, dus in vaste dienst.
Tijdens de Tweede Engels-Nederlandse Oorlog was zijn schip tijdens de Vierdaagse Zeeslag en de Tweedaagse Zeeslag de Gouden Leeuw (60 kanonnen), een VOC- schip. Datzelfde jaar nog werd hij schout-bij-nacht bij de Admiraliteit van Friesland; op voorspraak van De Ruijter werd hij door de Staten van Groningen op 13 december als opvolger van de gesneuvelde Rudolf Coenders tot viceadmiraal benoemd. Tot 16 maart 1667, toen de eveneens gesneuvelde Tjerk Hiddes de Vries officieel werd opgevolgd door baron Hans Willem van Aylva, functioneerde Star als waarnemend luitenant-admiraal van Friesland. In de Tocht naar Chatham van 1667 speelde hij een belangrijke rol; in het laatste deel van die campagne blokkeerde hij Harwich. Onder Michiel de Ruyter voerde hij het bevel over de Groningen, een linieschip met tussen de 276 en 300 bemanningsleden en 70 kanonnen. Omdat Van Aylva begin 1672 generaal der infanterie werd en nooit meer naar zee zou gaan hoewel hij nominaal luitenant-admiraal bleef, was Star vanaf dat moment weer waarnemend bevelhebber van de Friese vloot. De Groningen was in 1672 nog steeds zijn vlaggenschip in de Slag bij Solebay, de eerste van de Derde Engels-Nederlandse Oorlog; hij vocht ook op dat schip in de Tweede Slag bij het Schooneveld en de Slag bij Kijkduin in 1673. In 1678 maakte hij deel uit van de hulpvloot voor Spanje onder commando van Cornelis Evertsen de Jonge. In 1691 beval hij een eskader in de Engels-Nederlandse vloot dat actief was in de Ierse Zee; dit was zijn laatste campagne: datzelfde jaar ging hij uit dienst, zonder ooit luitenant-admiraal te zijn geworden.
Star hertrouwde op 2 september 1677, nadat Reynouw Gaickinga, zijn eerste vrouw — met wie hij in circa 1652 was gehuwd en met wie hij twee zonen en een dochter had — was gestorven, met Cornelia Pars, die afkomstig was uit Appingedam. Later vestigde hij zich op de buitenplaats Bolhuis in het Groningse Wirdum, alwaar hij in 1705 of 1707 (het laatste jaartal wordt traditioneel vermeld) ook is overleden.